# Trumbull (Nebraska)
Trumbull és una població dels Estats Units a l'estat de Nebraska. Segons el cens del 2000 tenia 212 habitants.

## Demografia
Segons el cens del 2000, Trumbull tenia 212 habitants. La densitat de població era de 190,4 habitants per km².
Per edats la població es repartia de la següent manera: un 0% tenia menys de 18 anys, un 0% entre 18 i 24, un 0% entre 25 i 44, un 0% de 45 a 60 i un 9% 65 anys o més.
L'edat mediana era de 34 anys. Per cada 100 dones de 18 o més anys hi havia 97,2 homes.
Cap de les famílies i el 6,3% de la població estaven per davall del llindar de pobresa.

## Poblacions més properes
El següent diagrama mostra les poblacions més properes.